# Tarnów
Tarnów är en stad i södra Polen, belägen omkring 75 km öster om Kraków. Staden har cirka 106 000 invånare. Tarnów var mellan åren 1975 och 1998 huvudort i Tarnóws vojvodskap, men ligger sedan 1999 i Lillpolens vojvodskap. Tarnów ligger vid floden Biała, nära dess sammanflöde med Dunajec. Roman Malinowski växte upp i Tarnów.

## Historia
Tarnów grundades på 1300-talet och fick stadsprivilegier år 1330. Den var under 1400- och 1500-talet en viktig handelsstad, framför allt på grund av sitt läge vid handelsvägen mellan Kraków och Kiev, och var befäst med dubbla ringmurar. Åren 1772–1918 tillhörde Tarnów Österrike-Ungern.
Vid Rysslands invasion i Galicien under första världskrigets början besatte och befäste ryssarna Tarnów. I december 1914 kunde centralmakterna dock slå tillbaka ryssarnas anfall sydväst om staden, och blodiga strider utkämpades om staden. Till sist bröt tyska och österrikiska trupper i maj 1915 igenom de ryska ställningarna vid Tarnów och närbelägna Gorlice (se Gorlice–Tarnów-offensiven), och vände på så sätt krigslyckan på östfronten.
Före andra världskriget bodde omkring 25 000 judar i Tarnów, ungefär 45 procent av stadens befolkning. När Tarnów intogs av Nazityskland i början på kriget, den 8 september 1939, inleddes judeförföljelser, och från 1942 deporterades judar till Bełżec, Auschwitz och Płaszów. De första fångarna som fördes till Auschwitz var 728 polacker från Tarnów, redan den 14 juni 1940. Vid slutet av 1943 förklarades staden vara "judefri", och bara ett fåtal judar i staden överlevde kriget.

## Näringsliv och kommunikationer
I Tarnów finns bland annat kemisk industri (Azoty Tarnów) och verkstadsindustri.
Staden är en viktig järnvägsknut med förbindelser till Kraków i väster, Rzeszów i öster och Nowy Sącz i söder. Motorvägen från Kraków till Ukraina går också förbi Tarnów.

## Kultur
Stadens gotiska katedral är uppförd i tegel omkring år 1400. I rådhuset finns ett museum med historisk konst, och staden har även ett etnografiskt museum och ett distriktsmuseum.